# Iglesia de San Alessandro in Zebedia

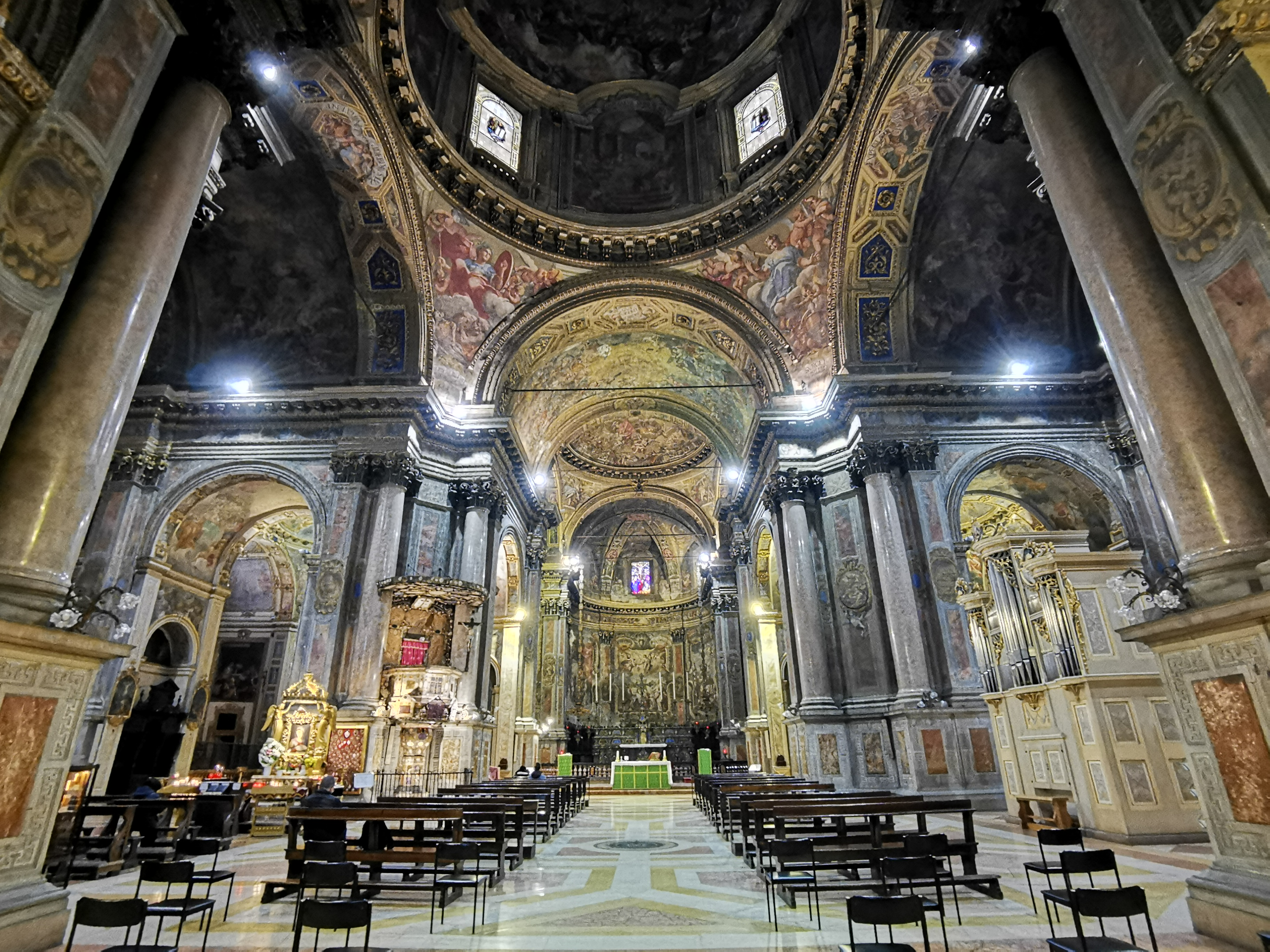
Vista del interior

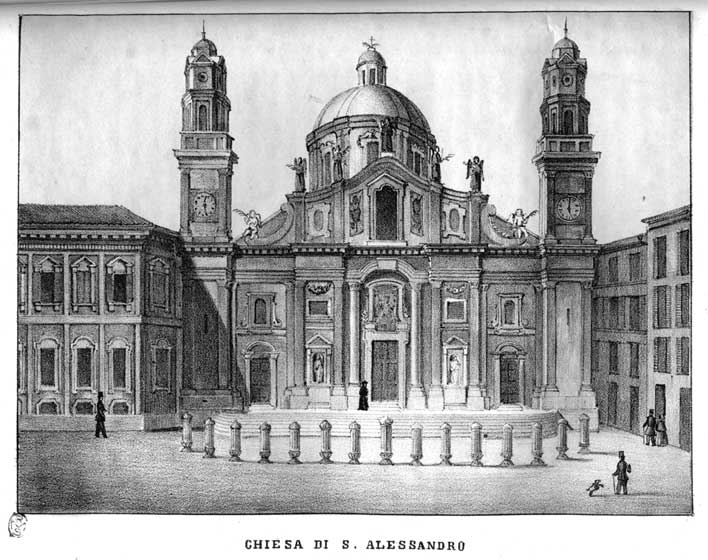
La iglesia en una imagen del siglo XIX

La iglesia de Sant'Alessandro in Zebedia es una iglesia católica en Milán, Italia.

## Historia
Una primitiva iglesia de Sant'Alessandro in Zebedia había sido construida en el siglo IX por la orden Barnabita, utilizando las ruinas romanas del edificio del Pretorium, donde se cree que había estado encarcelado el mártir san Alessandro.
Su reconstrucción por la orden de los barnabitas empezó en 1601, todavía en época tardorrenacentista por el arquitecto Lorenzo Binago y Francesco Maria Richini. Fue uno de los primeros edificios en Milán en estilo barroco. La construcción fue muy rápida, tanto que la cúpula ya estaba terminada en 1626. Fue terminada por Richino en 1658, mientras continuaban los trabajos de decoración interior.
La concepción de los campanarios gemelos en ambos lados de la fachada, en un dibujo original de 1601, fue fuente de inspiración por la construcción de la nueva fachada de la catedral de la Asunción de Jaén, construida 60 años más tarde, y después, de varias catedrales en América Latina. En aquel momento, de hecho, Milán estaba bajo dominación española, y representaba uno de los principales centros artísticos del Imperio español. 
La edificación está formada por un edificio principal, con planta de cruz griega, coronado por una cúpula central. El interior esta lleno de frescos, mármoles y decoraciones barrocas, representando una de las iglesias más suntuosas de todo el barroco milanés. Destacan pinturas de Camillo Procaccini y de Daniele Crespi.